# Кожистая червяга
Кожистая червяга (лат. Dermophis mexicanus) — вид безногих земноводных из семейства Dermophiidae, обитающий в Новом Свете.

## Описание
Общая длина достигает 60 см. Голова вытянутая, зубы располагаются в один ряд на нижней челюсти. Глаза хорошо развиты. Туловище стройное, коренастое. Осязательные усики расположены между глазами и ноздрями. Имеет 94—112 первичных складок и 35—88 вторичных. Окраска спины тёмно-серая, брюхо, челюсти, осязательные усики бледно-серые.

## Образ жизни
Встречается от низменностей и горных районов до побережий, на высотах до 1200 м над уровнем моря. Большую часть времени проводит в вырытых норах в сыром грунте. Часто можно встретить и на поверхности, особенно в сумерках во время дождя. Питается преимущественно земляными червями и термитами, но изредка может нападать на мелких ящериц или молодых мышей.

## Размножение
Половая зрелость наступает в 2—3 года. Беременность длится около 11 месяцев, после чего рождается около 16 детёнышей. Детёныши появляются на свет с мая по июнь, во время сезона дождей. Длина тела при рождении 10—15 см.

## Распространение
Ареал охватывает Мексику (штаты Веракрус, Оахака, Табаско и Чьяпас), Сальвадор, южную и восточную Гватемалу, северо-западный и южный Гондурас и западную часть Никарагуа. Возможно, обитают в Белизе.